# Empoasca angustella
Empoasca angustella är en insektsart som beskrevs av Delong 1952. Empoasca angustella ingår i släktet Empoasca och familjen dvärgstritar. Inga underarter finns listade i Catalogue of Life.